# Ducarios
Ducarios est un cavalier émérite du peuple celte des Insubres cisalpins, du IIIe siècle av. J.-C., connu par une mention de Tite-Live, dans l'Histoire romaine.

## Protohistoire
Selon Tite-Live, ce guerrier, combattant dans le camp d'Hannibal, a tué le consul romain Caius Flaminius Nepos, lors de la bataille de Trasimène en 217 av. J.-C..

« On se battit à peu près trois heures, et partout avec fureur ; c'est pourtant autour du consul que la lutte fut la plus vive et la plus acharnée. C'était lui que suivait l'élite des soldats, et lui-même, partout où il s'apercevait que les siens étaient pressés et à la peine, il leur portait secours activement ; son armure le faisant remarquer, les ennemis mettaient plus de violence à l'attaquer, et ses concitoyens à le défendre, jusqu'au moment où un cavalier insubrien - il s'appelait Ducarios - reconnaissant le consul à ses traits aussi : « Voici, dit-il à ses compatriotes, l'homme qui a taillé nos légions en pièces et ravagé nos champs et notre ville. Maintenant, je vais, moi, l'offrir comme victime aux mânes de nos concitoyens indignement massacrés » ; puis, donnant de l'éperon à son cheval, à travers la foule la plus serrée des ennemis, il s'élance, et, après avoir décapité l'écuyer qui s'était jeté devant sa marche menaçante, il transperce le consul de sa lance ; comme il voulait le dépouiller, les triaires, en lui opposant leurs boucliers, le repoussèrent. »

— Tite-Live, Histoire romaine, Livre xxii, 6.

## Sources et bibliographie
- Venceslas Kruta, Les Celtes : histoire et dictionnaire : des origines à la romanisation et au christianisme, Paris, Robert Laffont, coll. « Bouquins », 2000, 1005 p., 21 cm (ISBN 978-2-7028-6261-2), p. 585.
- John Haywood (trad. Colette Stévanovitch, intr. Barry Cunliffe), Atlas historique des Celtes, Paris, Autrement, 2002, 144 p., 29 cm (ISBN 978-2-7467-0187-8).
- Bibliographie sur les Celtes

## Wikisource
- Tite-Live, Histoire romaine, Livre xxii.